# KRTAP20-1
KRTAP20-1 (англ. Keratin associated protein 20-1) – білок, який кодується однойменним геном, розташованим у людей на довгому плечі 21-ї хромосоми. Довжина поліпептидного ланцюга білка становить 56 амінокислот, а молекулярна маса — 6 202.
| 10         |  | 20         |  | 30         |  | 40         |  | 50         |
| ---------- |  | ---------- |  | ---------- |  | ---------- |  | ---------- |
| MIYYSNYYGG |  | YGYGGLGCGY |  | GCGYRGYGCG |  | YGGYGGYGNG |  | YYCPSCYGRY |
| WSYGFY     |  |            |  |            |  |            |  |            |

C: Цистеїн

F: Фенілаланін

G: Гліцин

I: Ізолейцин

L: Лейцин

M: Метіонін

N: Аспарагін

P: Пролін

R: Аргінін

S: Серин

W: Триптофан